# Femmine folli
Femmine folli (Foolish Wives) è un film del 1922 scritto e diretto da Erich von Stroheim. Sebbene non accreditato nei titoli della pellicola, il film fu prodotto da Irving Thalberg che sarebbe presto diventato uno dei produttori più importanti della Metro Goldwyn Mayer.

## Trama
Monte Carlo, anno 1920. Qui vivono l'aristocratico russo in esilio Wladislaw Sergius Karamzin, le sue due cugine e la cameriera. Quest'ultima è innamorata di Wladislaw, ma egli sfrutta la sua devozione con la promessa di sposarla. Con l'arrivo di un diplomatico statunitense il nobile cerca di sedurne la moglie, per estorcerle una grande somma di denaro, mentre ha una relazione pure con la figlia minorata di un falsario.
Alla fine si scoprirà che il conte e le "cugine" sono tutti dei ladri, le due donne vengono arrestate, il conte sarà ucciso dal falsario.

## Produzione
Le riprese vennero effettuate in un backlot degli Universal Studios.

## Distribuzione
Il film uscì nelle sale l'11 gennaio 1922.

## Accoglienza

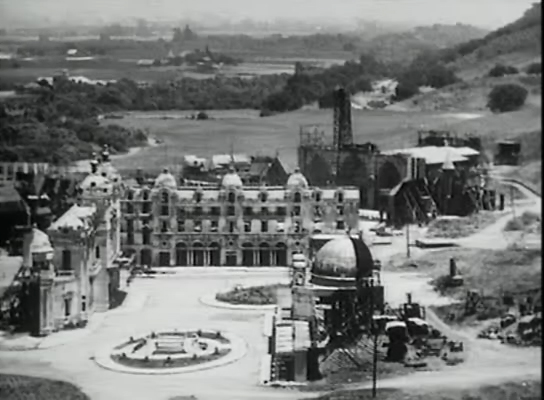
Le scenografie ricostruite di Montecarlo.

Il film era il terzo lungometraggio di Stroheim ed aveva richiesto uno sforzo colossale in sede delle riprese per le richieste del regista che, nel suo tipico gigantismo, aveva preteso la ricostruzione fedele negli studi della Universal a Hollywood di scenografie che rappresentassero nei minimi dettagli la città di Montecarlo, che risultarono più costose di quelle fino ad allora imbattute della città di Babilonia per il film Intolerance del 1916.
Le riprese durarono un anno per 80 000 metri di pellicola, che vennero ridotti nella prima versione di solo un decimo (per otto ore e mezzo di proiezione). In seguito però il materiale venne drasticamente ridotto dal produttore per arrivare ai cento minuti più canonici.
Il successo di pubblico però ripagò l'investimento e questo film fu il primo di Stroheim a riscuotere un successo mondiale: altre opere di Stroheim successive non saranno altrettanto fortunate, per quanto in seguito rivalutate dalla critica come capolavori.

## Riconoscimenti
Nel 2008 è stato scelto per essere conservato nel National Film Registry della Biblioteca del Congresso degli Stati Uniti.